# Государственный переворот на Кипре (1974)
Государственный переворот на Кипре в 1974 году (греч. Πραξικόπημα του 1974 στην Κύπρο, тур. 15 Temmuz 1974 Darbesi) — переворот, осуществлённый в 1974 году на Кипре Национальной Гвардией Кипра, ЭЛДИК, ЭОКА-Б. 15 июля 1974 года заговорщики сместили президента и заменили его на Никоса Сампсона, представителя греческого ирредентизма, находившегося под влиянием правившей в тот период в Греции военной хунты.  После переворота путчисты провозгласили создание «Греческой республики Кипр».

## Предыстория
С окончания Второй мировой войны борьба греков-киприотов, представлявших 82 % населения острова, за воссоединение острова с Грецией (Энозис), приняла также вооружённые формы борьбы (организация ЭОКА).
В своём противодействии стремлениям греков-киприотов британские колониальные власти решили использовать турецкий фактор — как турок-киприотов, так и собственно Турцию. Греческие правительства после Гражданской войны в Греции (1946-49), находившиеся в полной зависимости от Великобритании и США, вынужденно советовали грекам-киприотам отказаться от максималистских требований.
В результате дипломатических давлений, греки-киприоты и Греция официально отказались от энозиса, в результате чего была создана Республика Кипр. Соглашения предусматривали как права для турецкого меньшинства (18 % населения), так и право стран гарантов (Британия, Греция, Турция) вмешиваться в дела нового государства, в случае нарушения конституционного порядка.
Республика Кипр была создана в 1960 году, в соответствии с соглашениями, подписанными в Лондоне и Цюрихе. Соглашения предусматривали равные права для проживающих на тот момент на острове греческих и турецких киприотов, между которыми нередко происходили столкновения. Пытаясь разрешить конфликт, архиепископ и первый президент Кипра Макариос III в 1963 году предложил внести в Конституцию Кипра 13 поправок, но они были отвергнуты. В декабре того же года между общинами греческих и турецких киприотов произошли вооруженные столкновения, известные как Кровавое Рождество . Со временем турецкие киприоты полностью потеряли влияние на правительство, отчасти из-за оказываемого на них давления, отчасти вследствие добровольного самоустранения. Это привело к тому, что места проживания турок стали анклавами.
В 1970-е годы, прикрываясь идеями энозиса, подпольную борьбу против правительства Макариоса вела организация ЭОКА-Б, тесно связанная с секретными службами пришедшей к власти в Греции военной хунты и ЦРУ.
Сторонником немедленного энозиса был Димитрос Иоаннидис, фактический глава греческого правительства «Чёрных полковников» с ноября 1973 года, оказывавший влияние на подпольную организацию греков-киприотов ЭОКА-Б. Это влияние возросло в январе 1974 года после смерти лидера организации Георгиоса Гриваса.. Собственно сам приход хунты к власти в 1967 году, кроме внутренних причин, был связан с отказом греческих правительств идти на соглашение с Турцией, которое, в действительности, означало раздел острова, но, в атмосфере холодной войны, обеспечивало «натоизацию» острова. Поддерживаемое крупнейшей партией Кипра, коммунистической АКЭЛ, правительство Макариоса проводило политику неприсоединения, тесно сотрудничало с СССР и восточноевропейскими соцстранами, что само по себе было вызовом для антикоммунистической хунты в Афинах. Считая, что Макариос является препятствием для энозиса (в действительности - раздела острова), Иоаннидис в апреле 1974 принял решение о захвате власти на Кипре. О планах переворота кипрский президент не только догадывался, но был и информирован, но, как Макариос заявил позже, он никогда не думал, что греческие офицеры пойдут на национальное предательство. О возможности подобного развития событий знали и в США. С одной стороны, ЦРУ поддерживало ЭОКА-Б, как противовес власти «Кастро Средиземноморья», архиепископа Макариоса. С другой стороны, Генри Киссинджер в июне 1974 г. предупредил по дипломатическим каналам Иоаннидиса, что США выступает против любой авантюры на Кипре. Однако его последующая роль в ходе переворота и турецкого вторжения вызывает, как минимум, вопросы.
1 июля кипрское правительство сократило срок военной службы до 14 месяцев и приняло решение отстранить греческих офицеров от командования Национальной Гвардией. На следующий день Макариос написал письмо президенту Греции Федону Гизикису, в котором обвинил греческое правительство в заговоре и потребовал отозвать 650 офицеров Национальной Гвардии.
11-13 июля в Афинах в ходе двух заседаний правительства было принято решение инициировать переворот. Греческий генерал Григориос Бонанос поручил непосредственное руководство переворотом бригадиру Михаилу Георгицису и заместителю командующего полковнику Константину Кобокису. Оба офицера служили в Национальной Гвардии Кипра.

## Переворот
Ранним утром 15 июля греческая военная хунта через офицеров Кипрской Национальной Гвардии начала государственный переворот с уничтожения Президентского дворца в попытке убить архиепископа Макариоса III, президента Кипра. Президентом был провозглашен Никос Сампсон. Между восемью и девятью часами утра по местному времени кипрское радио, подконтрольное к тому моменту националистической организации ЭОКА-Б и Национальной Гвардии, объявило о смерти президента. На самом же деле президент едва избежал гибели и бежал в Пафос, откуда, используя частную радиостанцию, опроверг информацию о своей гибели.
Утром 16 июля единственным очагом сопротивления новому правительству на острове оставался Пафос, где в Пафской Митрополии укрылся президент. Представители миротворческого контингента ООН лично встретились с Макариосом и предложили ему эвакуироваться в целях безопасности, но он отказался. Тем временем, в 9:30 колонна Национальной Гвардии вошла в Троодос, поступали сведения о частях, двигавшихся к Пафосу. Архиепископ Макариос сделал второе радиообращение, использовав Свободное Радио Пафоса, и планировал укрыться в деревне Пано-Панайя. В 12:15 Национальная Гвардия начала обстрел с моря Пафской Митрополии, где укрывался президент. Хотя попытка обстрела оказалась неудачной, в половине первого Макариос III через генерала Према Чанда (Prem Chand), командовавшего миротворческим контингентом ООН, запросил эвакуацию, и в 16:25 был вывезен британскими ВВС на Акротири, а позднее на Мальту, затем в Лондон и, наконец, 18 июля в США.
Новые же власти первым делом обеспечили контроль за СМИ, введя жесткую цензуру, которая привела к прекращению публикации всех газет, кроме трех правого толка.
Кроме того, министр иностранных дел из правительства Сампсона встретился с послом США, что можно было расценить, как начало признания новой власти со стороны США. Отказ США осудить новый кипрский режим укрепил Турцию в намерениях вмешаться.
19 июля состоялось заседание Совета Безопасности ООН, посвященное проблеме, на котором выступил архиепископ Макариос. Он обвинил Грецию в дестабилизации ситуации на Кипре.
Ранним утром 20 июля на Кипр началось вторжение турецких войск.
За день до падения режима Черных Полковников в Греции, 23 июля, Никос Сампсон сложил полномочия в пользу руководителя парламента Глафкоса Клиридиса.

## Последствия
После переворота Турция вторглась на Кипр, сославшись в качестве обоснования этих действий на статью 4 подписанного в 1960 году Великобританией, Грецией, Кипром и Турцией договора. Турецкие войска взяли под контроль треть территории Кипра на севере. Линия между оккупированной турецкой армией территорией и остальной частью Кипра стала известна как «Зелёная линия». Пришедший к власти в результате переворота Сампсон ушёл в отставку; хунта, приведшая его к власти, рухнула; новым президентом вновь стал Макариос III. Вместо провозглашённого восстановления конституционного порядка, под предлогом которого Турция совершила военное вторжение на остров, на занятой турецкими войсками территории было провозглашено Турецкое Федеративное Государство Северного Кипра, формально считавшееся частью Кипра. В 1983 году после безрезультатных переговоров было объявлено о создании независимого государства — Турецкой Республики Северного Кипра, из государств-членов ООН её независимость признана лишь Турцией.